# NGC 3384
NGC 3384 هي مجرة محدبة الشكل تقع في كوكبة الأسد. تم اكتشاف المجرة من قبل جون هيرشيل في عام 1784. تم تأكيد عمر النجوم في المنطقة الوسطى من NGC 3384 بعد تحليل لونها. أكثر من 80٪ تم العثور على أن النجوم تكونت أكثر من مليار سنة. يوجد ثقب أسود هائل لديه كتلة 1.6+0.1
−0.2×107 M☉.

## معلومات المجموعة
NGC 3384 هو عضو في مجموعة M96 وهي مجموعة من المجرات في كوكبة الأسد وتشمل هذه المجموعة أيضا M95، M96، و M105. وقريبة من بعضها البعض في السماء.

## وصلات خارجية
- NGC 3384 على موقع ويكي سكاي: DSS2, SDSS, GALEX, IRAS, Hydrogen α, X-Ray, Astrophoto, Sky Map, Articles and images